# Hargitai Miklós
Hargitai Miklós (Budapest, 1969. április 4. –) magyar újságíró.

## Élete
A Budapesti Piarista Gimnáziumba járt 1983–1987 között 1988–1991-ig a Budapesti Tanítóképző Főiskolán, majd a budapesti Pető Intézetben tanult 1993-ig. 1994-ben a Magyar Nemzet Újságíró Stúdióját végezte el, majd a Vitéz János Katolikus Főiskola, kommunikáció szakán volt hallgató. 2001-2003-ig a Budapesti Gazdaságtudományi Egyetem EU-szakára járt, majd 2006-ban a Szegedi Tudományegyetem BTK, nemzetközi kommunikáció szakán szerzett diplomát. Angol, orosz és francia nyelven beszél.
1994-ben a Népszabadságnál kezdett dolgozni, mint újságíró, szerkesztő. A tudomány-technika rovatban dolgozott közel két évtizedig, az újság 2016 végén történt megszüntetésekor a politika és gazdaság rovatának volt a tagja. 2017. február 1-től a Népszavához igazolt, így 20 főre nőtt a volt Népszabadságosok köre az újságnál. Megtalálható több mint 100, környezetvédelemhez kapcsolódó, 2001–2016 közötti cikke a greenfo.hu oldalon. Az eurotopics több (ezidáig 10) cikkét lefordíttatta és sajtószemléjébe tette.

### A Népszabadságnál
Alapvetően és hosszú időn keresztül kizárólag környezetvédelmi, tudományos és technológiai cikkeket írt, a területek újdonságainak ismertetésén túl a hazai mindennapi életet is nagyban befolyásoló témákról (elsősorban környezetvédelmi jellegűek: Duna-elterelés, Szigetköz, vörösiszap-katasztrófa, nemzeti parkok, Paks, megújuló energiaforrások stb.). Ezek folyamatos figyelemmel kísérésén túl 2010-től, elsősorban a környezet- és természetvédelem végletes átpolitizálódása miatt, a közéleti-politikai újságírásba is bekapcsolódott. Az újságnál fotója alatt 2013-ban már ez állt:
Politikáról: csak ha muszáj. (Mostanában muszáj…)
Egyre több publicisztikája, vezércikke jelent meg, a Vélemény rovatba is sokszor írt.
Környezetvédelmi tényfeltáró írásai miatt a 90-es évek közepétől minden kormánnyal konfliktusba került – elsőként már a Horn-kormánnyal. Valamennyi kormányzati időszakban indítottak ellene sajtóper(eke)t, a leggyakrabban különféle visszaélések, korrupciógyanús ügyek feszegetése miatt. 2006-ban a Népszabadság szakszervezeti titkárává választották. Különös jelentőséget kapott a megbízatása a Népszabadságnál 2016. október 8-i megszüntetése és az azt követő események során, amikor hónapokon át harcolt a dolgozói érdekekért Danó Anna, az üzemi tanács elnöke mellett. Egyik főszereplője volt több, az újság megszüntetése elleni nagy tüntetésnek.
2006 óta az 1989-ben alakult Sajtószakszervezet elnökségi tagja, társelnöke is M. Lengyel László mellett. 2017 februárjában a Magyar Újságírók Országos Szövetsége elnöke lett, több mint 75%-os támogatottsággal. 2018-ban regénye jelent meg "És bocsásd meg vétkeinket" címmel az Európa könyvkiadónál. Rendszeresen publikál a Mozgó Világ című folyóiratban.

## Művei
- És bocsásd meg vétkeinket. A politikus bűne, a szerelmes kínja, a pap terhe; Európa, Bp., 2018

## Díjai
- 2001 Hevesi Endre-díj – a tudományos és ismeretterjesztő újságírók legnevesebb hazai kitüntetése (MÚOSZ)
- 2003 Eurosolar díj, – chartája: az EU és az UNESCO felkérésére az EUROSOLAR hozzájárulása a világméretű napenergia-kampányhoz[forrás?]
- 2004 Zöld Toll díj
- 2006 European Science Writers Award – európai tudományos újságírók kitüntetése (évente 3 díjazottal)[13]
- 2007 Az EU sajtódíja, „A sokszínűségért – a diszkrimináció ellen” [14][15]
- 2014 Bossányi Katalin-díj
- 2014 Zöld szemüveg díj[16]
- 2016 Az Andrassew Iván emlékére kiadott könyvben[17] megjelent, Róna Péterrel készült „Katolikus bankár, materialista újságíró” c. interjújáért az Andrassew család különdíja nyertese
- 2018 Nagy Imre társaságtól Libik György-díj

### Munkahelyi elismerések
- 2010-ben és 2014-ben Népszabadság-díj
- 2015-ben „Az év embere a Népszabadságnál” díj (első és egyetlen díjazottja: a díjat 2015-ben alapították, 2016-ban az újság megszűnt.)